# Tole sarsi
Tole sarsi är en kräftdjursart som först beskrevs av Richardson 1905B.  Tole sarsi ingår i släktet Tole, ordningen gråsuggor och tånglöss, klassen storkräftor, fylumet leddjur och riket djur. Inga underarter finns listade i Catalogue of Life.